# Universidad de Greenwich
La Universidad de Greenwich es una universidad inglesa situada en el barrio homónimo en Londres, Inglaterra. Tiene alrededor de 25 000 estudiantes. 

## Historia
La universidad data de 1890, cuando fue fundada la Woolwich Polytechnic, escuela politécnica, en el barrio de Woolwich. En 1970 se unifica con otras escuelas cambiando su denominación a Thames Polytechnic. En 1992 recibió el estatus de Universidad por parte del gobierno británico (junto con el resto de escuelas politécnicas) y fue renombrada como Universidad de Greenwich. En 1999 acordaron trasladar su campus principal de Woolwich a Greenwich.

### Campus de Greenwich
El campus principal está en Greenwich, en la ribera sur del Támesis. Antes de la construcción del edificio, en su lugar estaba el desaparecido Palacio de Placentia, destruido durante la Revolución inglesa, donde nacieron importantes monarcas ingleses como Enrique VIII y sus hijas María I e Isabel I. 
El edificio actual fue diseñado como hospital naval en el 1692 por Christopher Wren, incluyendo la capilla y la Sala Pintada (pintada por James Thornhill), y funcionó como tal hasta 1869, cuando el hospital fue clausurado. 
En 1873, después de cuatro años sin función, el edificio se utilizó como sede del Real Colegio Naval. Funcionó como tal hasta el año 1998 en el que la institución abandonó las instalaciones para pasar a la Greenwich Foundation for the Old Royal Naval College. Ahora el llamado Real Colegio Naval es parte del sitio del patrimonio mundial de la Unesco de Greenwich Marítimo.
La universidad alquiló parte de los edificios en 1999 (uno de ellos fue adquirido por el Trinity College of Music) para un periodo de 150 años, situando aquí su sede y campus principal. En 2014 se inauguró una nueva biblioteca en un edificio adquirido en la calle Stockwell con tres plantas.

## Educación
Greenwich se centra sobre todo en la preparación de los estudiantes para el mundo laboral. Es particularmente destacada en Administración y Dirección de Empresas y estudios de empresariales a través de su Escuela de Negocios; también destaca en Magisterio y en el entrenamiento y la formación continua de adultos a través de su Escuela de la Educación y Formación, y en Informática, Sistemas de Información y Tecnología multimedia a través de la Escuela de Ciencias Informáticas y Matemáticas.
En 2005 alcanzó el decimosexto puesto (de entre 86 universidades) en la clasificación para estudios universitarios de grado del periódico The Guardian. Greenwich también desarrolla cierta actividad de investigación y consultoría, notablemente en arquitectura, relaciones laborales, protección contra incendios, recursos naturales, análisis de redes sociales, educación y servicios públicos.

## Escenario de series y películas
Numerosas películas y series han elegido este campus como escenario:
- Juego de patriotas
- Shanghai Knights
- Cuatro bodas y un funeral
- La locura del rey Jorge
- El regreso de la momia
- Los vengadores
- Lara Croft: Tomb Raider
- Revolver
- Spooks
- La pequeña Dorrit
- Eastern Promises
- La brújula dorada
- El hombre lobo
- Amazing Grace
- Sherlock Holmes: Juego de sombras
- Piratas del Caribe: en mareas misteriosas
- El discurso del rey
- El caballero oscuro: la leyenda renace
- Los miserables
- Thor 2: El Mundo Oscuro
- Operación U.N.C.L.E.
- Dorian Gray
- Skyfall
- La duquesa
- La búsqueda 2
- The Crown[6]